# Hemifuchsia
Hemifuchsia é um género botânico pertencente à família Onagraceae.

## Espécies
1. ↑  «Hemifuchsia — World Flora Online». www.worldfloraonline.org. Consultado em 19 de agosto de 2020